# Белогривка
Белогри́вка — село в Большеуковском районе Омской области России, административный центр Белогривского сельского поселения.

## История
Посёлок заведён в 1909 году переселенцами на участке «Байкаловском» в составе Рыбинской волости Тарского уезда Тобольской губернии. Первые переселенцы были из Могилёвской, Казанской губерний.
В 1910 году по журналу общего присутствия Тобольского губернского управления от 18 декабря № 827, из переселенцев водворённых на участке Белогривском Рыбинской волости в числе 17 семей наличных 54 мужского и 51 женского пола душ, разрешено образование самостоятельного сельского общества с наименованием его «Белогривским» с причислением в административном отношении к Рыбинской волости.
1 января 1911 года посёлок был передан в состав образованной Форпостской волости.
1 января 1914 года посёлок вновь был передан в состав Рыбинской волости.
На 1926 год имелась школа.
На 1991 год село являлось центром совхоза «Белогривский».

## Инфраструктура
На 2011 год имелась школа, библиотека, сельская администрация, 5 крестьянских (фермерских) хозяйств («Гном», «Байкал», «Орбита», «Зенит», «Комаровы»), СКХ «Белогривское», 2 СПК («Нива», «Белогривский»).
Улицы в селе: Маслозаводская, Молодёжная, Новогодняя, Седельникова, Центральная, Школьная. Переулки: Котельный, Молодёжный.

## Население
- 1910—105 человек (54 м — 51 ж);
- 1926—483 человека (252 м — 231 ж);
- 2011—495 человек.

| 2002 | 2010 | 2011 | 2012 | 2013 | 2014 | 2015 |
| ---- | ---- | ---- | ---- | ---- | ---- | ---- |
| 679  | ↘449 | ↘447 | ↘424 | ↘387 | ↘365 | ↘351 |
| 2016 | 2017 | 2018 | 2019 | 2020 | 2021 |      |
| ↘335 | ↘319 | ↘305 | ↘285 | ↘279 | ↗287 |      |